# Nagy Budapest Törzsasztal
A Nagy Budapest Törzsasztal 2002 óta működő formális, de jogi személyiség nélküli kávéházi asztaltársaság, amely minden hónap első keddjén, fél 7-kor találkozik a Spinoza Házban.

## Tagsága, tevékenysége
Tagjai Budapest-rajongó helytörténészek, újságírók, civilek. A Törzsasztal nyitott, bárki megjelenhet. Az összejöveteleknek megadott témája általában nincs, de szót lehet kérni, ha valakinek közérdekű mondanivalója van. Két találkozás között a tagok (kb. 35 fő a teljes, egyszerre soha jelen nem lévő létszám) a kapcsolatot internetes levelezőlistán tartják egymással. A Törzsasztal politikailag sokszínű, és ezt nagy értéknek tekinti. Nem titkolt céljuk egy valaha gyakori társasági forma felélesztése.
A Nagy Budapest Törzsasztal nagy vállalkozása a Budapest folyóirat újraindítása és szellemi támogatása. A lap első száma 2004 márciusában jelent meg. A törzsasztal mintegy szellemi műhelyként gondozza a Budapest folyóirat könyvsorozatát, a BUDAPEST könyveket.
2007-ben életre hívták a Podmaniczky-páholyt. A páholy Budapest épített és természeti értékei iránt elkötelezett civil szervezeteket tömöríti. A páholy adminisztrációját a Budapesti Városvédő Egyesület végzi.

## Története
Török András megkereste Saly Noémit, ők ketten megnyerték alapítónak még Ráday Mihályt és Gerle Jánost. Ők négyen hívták össze barátaikat és ismerőseiket a Centrál kávéházba 2002. május 13-án. Innét a megfelelő különterem hiányában tovább vándoroltak.

## Külső hivatkozások
- Nagy Budapest Törzsasztal Archiválva 2020. augusztus 31-i dátummal a Wayback Machine-ben Terasz.hu